# Marta Stobba
Marta Stobba (ur. 15 maja 1986) – polska piłkarka grająca na pozycji pomocnika.
Zawodniczka Czarnych Sosnowiec, z którymi w sezonie 2001/2002 zdobyła Puchar Polski, a w edycji 2004/2005 była tych rozgrywek finalistką. Następnie w Golu Częstochowa.
Reprezentantka Polski, debiutowała 13 września 2003 w eliminacyjnym meczu Mistrzostw Europy 2005, przegranym 0-10 z Islandią. Uczestniczka kwalifikacji do Mistrzostw Świata 2007 i Mistrzostw Europy 2009.
W kadrze U-18 debiutowała 21 kwietnia 2002 – w wieku niespełna 16 lat. W reprezentacji U-18/U-19 wystąpiła 23 razy, zdobyła 6 bramek.